# Franz Xaver Fabichler
Franz Xaver Fabichler (* 28. März 1872 in Enns; † 3. Dezember 1934 in Linz) war ein österreichischer Schriftsteller.

## Leben
Als Sohn eines Oberleutnants der Reserve geboren, studierte Fabichler nach dem Besuch des Staatsgymnasiums in Linz und der Lehrerbildungsanstalt in Wien Rechtswissenschaften in Wien. Während seines Studiums wurde er 1891 Mitglied der Burschenschaft Libertas Wien. Später wohnte er in Linz. Fabichler war schriftstellerisch tätig. Sein Roman Künstlerinnengunst konnte Hermann Bahr nicht überzeugen, wurde jedoch später in Ischl als Theaterstück aufgeführt. Ebenfalls aufgeführt wurde sein Lustspiel Weibchen 1924 in Linz.

## Veröffentlichungen
- Künstlerinnengunst. Linz 1903.
- Das nervöse Kloster. Dresden 1905.
- Vier Frauen. Liebes- und Reiseabenteuer eines Lloydarztes. 1906.
- Die Damen wünschen? Lustspiel in vier Akten. Linz 1912.